# Tölzer Knabenchor
Il Tölzer Knabenchor (Coro dei ragazzi di Tölz) è un coro di voci bianche che prende il nome dalla città di Bad Tölz, in Alta Baviera, e ha sede a Unterföhring, vicino a Monaco ed e conosciuto internazionalmente. Al coro è associato anche il coro maschile ZwoZwoEins, composto da ex membri del coro.

## Evoluzione
Il Tölzer Knabenchor è stato fondato nel 1956 a Bad Tölz dall'allora diciannovenne Gerhard Schmidt-Gaden. Già nello stesso anno fu invitato a tenere concerti radiofonici. Nel 1957 segue la prima tournée di concerti in Alto Adige e a Trento, nel 1960 un viaggio in Lussemburgo, Francia, Inghilterra e Belgio. Dal 1963 Carl Orff è stato ospite regolare e conduttore. Ha registrato il suo Schulwerk con il coro. A partire dagli anni Sessanta, il coro e i suoi membri parteciparono a spettacoli d'opera. Nel 1964, ad esempio, i solisti del coro parteciparono per la prima volta a un'esecuzione del Flauto magico di Mozart.
Dal 1971, il coro prova a Monaco di Baviera. Nel 1973 Gerhard Schmidt-Gaden e il suo coro hanno ricevuto il premio discografico tedesco per l'esecuzione dell'Oratorio di Natale di Johann Sebastian Bach. Tra 1984 e 1986 seguono tournée a Chicago, in Cina e in Giappone. Da allora, il coro è diventato famoso in tutto il mondo. In Giappone, i ragazzi del coro sono chiamati Angeli di Baviera e sono oggetto, tra l'altro, di manga.
Il coro ha intrapreso tournée concertistiche in tutto il mondo, tra cui Giappone, Repubblica Popolare Cinese, Israele, Polonia e Stati Uniti. Ha cantato in numerosi festival, tra cui il Festival di Bayreuth, il Festival di Berlino, il Festival di Bregenz, il Festival Handel di Halle (Saale), il Festival Heinrich Schütz di Kassel, il Festival del Castello di Ludwigsburg, il Festival dell'Opera di Monaco di Baviera, il Festival di Salisburgo, il Festival musicale dello Schleswig-Holstein, il Festival di Schwetzingen, il Festival di Vienna.
Il coro ha cantato alla Cerimonia di apertura dei Giochi della XX Olimpiade nel 1972 nello Stadio Olimpico di Monaco, diretto da Carl Orff, durante il tradizionale Saluto dei giovani, eseguito da 3.500 scolari di Monaco, che ha suscitato un'enorme impressione in tutto il mondo. Il coro si è esibito anche alla cerimonia ufficiale di apertura dei Mondiali di calcio 2006 in Germania, il 9 giugno 2006 all'Allianz Arena di Monaco, diretto da Christian Stückl. Il coro ha anche cantato sulla pista dell'aeroporto di Monaco di Baviera per il commiato di papa Benedetto XVI dalla sua visita in Germania nel settembre 2006, che ha avuto il piacere di ringraziare personalmente tutti i ragazzi e il direttore artistico.
Dal 2009 al 2014, Ralf Ludewig è stato direttore artistico e amministratore delegato del coro. Nel 2014 è stato licenziato da Schmidt-Gaden prima dell'inizio di una tournée in Cina a causa di gravi divergenze di opinione sulla gestione del personale e sulla direzione artistica. Da settembre 2014 a marzo 2021, i maestri di canto Christian Fliegner e Clemens Haudum sono stati i direttori musicali e artistici del Tölzer Knabenchor. Entrambi sono stati a lungo membri dello staff di Schmidt-Gaden, che continua a tirare le fila nel suo ruolo di mentore artistico. La moglie di Schmidt-Gaden, Helga Schmidt-Gaden, si è occupata delle questioni economiche, mentre la figlia Barbara Schmidt-Gaden è entrata come coordinatrice artistica e operativa e dal 2016 è l'unica amministratrice delegata. Nel maggio 2016, il direttore del coro di lunga data Anselm Sibig è stato inaspettatamente licenziato e sostituito da Barbara Schmidt-Gaden, che ha assunto le sue funzioni solo per un breve periodo.
Dopo le dimissioni di Clemens Haudum nel marzo 2021, Christian Fliegner è stato l'unico direttore artistico fino all'introduzione di Michael Hofstetter come nuovo direttore artistico del coro alla fine di giugno 2021. Fliegner ha assunto la nuova posizione di direttore della formazione. Meno di un anno dopo, il coro è stato nuovamente ristrutturato nell'estate del 2022 e Michael Hofstetter ha lasciato il Tölzer Knabenchor, dopo appena un anno come direttore artistico. Secondo un comunicato stampa, il coro aveva bisogno di un direttore con compiti di insegnamento particolarmente intensi e regolari. Hofstetter, tuttavia, non poté farlo a causa dei suoi altri impegni artistici, ma rimase con il coro come direttore ospite principale e consulente dell'Associazione degli Amici. La successione della direzione artistica non è stata per il momento definita.
Dal 2014, il coro ha ospitato un festival di cori di voci biache a Bad Tölz, con la partecipazione di cori come il coro maschile di Vienna, il coro maschile della cattedrale di Augusta, il Trinity Boys Choir, il coro maschile di Zurigo, il coro dei ragazzi di Windsbach e il coro dei ragazzi di Wilten.

## Promozione artistica e formazione
Il coro completo consta di circa 200 ragazzi divisi in quattro gruppi. Il Coro I, con i ragazzi migliori e di maggior esperienza, è quello di concerti.
Il Coro II partecipa ugualmente in occasionali concerti pubblici. In esso, i ragazzi vengono preparati per la maturità concertistica e per il Coro I. I test attitudinali cominciano il primo corso scolastico in molte scuole di Monaco e dintorni. Il Tölzer Knabenchor non è collegato a nessun convitto.
I piccoli cantori ricevono lezioni corali e individuali ed è così che vengono svegliati l'entusiasmo e la passione per la musica. In totale si occupano dei bambini sei direttori di coro e pedagoghi del canto, oltre a Schmidt-Gaden, che ancora lo dirige.
Il suo principio formativo risiede nel fatto che ogni ragazzo individualmente è in grado di cantare come solista. Così può ad esempio eseguire cantate ed oratori di Bach con pochi integranti per voce, come veniva richiesto ai tempi del compositore.
La bontà del processo formativo è dimostrata dal numero e dalla qualità delle voci bianche soliste prodotte, da Klaus Brettschneider e Gregor Lütje, a Allan Bergius, Tobias Eiwanger, Helmut Wittek, Christian Fliegner e Elias Mädler.

## Repertorio
Il coro oppure cantanti solisti partecipano annualmente a circa 250 concerti e rappresentazioni operistiche (ad. es. al Festival dell'Opera di Heidenheim e nello Staatstheater am Gärtnerplatz).
Il suo repertorio comprende musica vocale dal Medioevo fino all'attualità, canzoni tradizionali, madrigali e motetti, musica religiosa, ruoli solisti e per cori di ragazzi in opere. Sono leggendarie le interpretazioni dei "tre ragazzi" ne Il Flauto Magico in più di 2000 rappresentazioni.
Il coro ha cantato con numerose orchestre celebri, come la Filarmonica di Berlino, l'Orchestra reale del Concertgebouw, l'Orchestra Filarmonica d'Israele, la Filarmonica di Monaco, l'Orchestra del Beethovenhalle in Bonn, la
Sächsische Staatskapelle di Dresda e la Filarmonica di Vienna.
È stato diretto da rinomate bacchette mondiali, come quelle di Claudio Abbado, Leonard Bernstein, Karl Böhm, Pierre Boulez, Benjamin Britten, Sergiu Celibidache, Sir John Eliot Gardiner, Sir Colin Davis, Herbert von Karajan, Rafael Kubelík, James Levine, Lorin Maazel, Sir Neville Marriner, Kurt Masur, Karl Richter, Wolfgang Sawallisch, Sylvain Cambreling, Sir Georg Solti e Bruno Weil.
Molto volentieri Schmidt-Gaden rievoca la registrazione delle Cantate ed Oratori di Bach insieme con Nikolaus Harnoncourt.
Il Tölzer Knabenchor è stato invitato a numerose trasmissioni televisive per interpretare canzoni tradizionali.
Ha partecipato anche alla partita di apertura del Mondiale di calcio 2006 in Germania il 9 giugno di quell'anno all'Allianz Arena di Monaco.

## Suono originale
Nella pratica esecutiva storica si considera soprattutto l'aspetto strumentale, mentre quello vocale, nella ricostruzione dell'immagine sonora ai tempi dei compositori, si prende in considerazione poco o nulla. La realtà storica è ben nota: in chiesa, le parti di Cantus ed Altus erano eseguite da ragazzi fino alla fine del XVIII secolo; prima della Rivoluzione francese non era permesso che le voci di donne cantassero nella musica sacra. Il Tölzer Knabenchor è oggi uno dei pochi gruppi vocali al mondo che cura la musica sacra del Barocco e del Classicismo in una forma sonora adatta a quei tempi. Al di là di questo, ragazzi solisti perfettamente formati rendono possibile un'esecuzione delle cantate barocche conforme al loro stile.
Grazie alle richieste di Johann Sebastian Bach al Consiglio Comunale di Lipsia, si possono capire le condizioni che trovò il Thomaskantor per l'esecuzione delle sue composizioni: mottetti, cantate ed oratori. Il coro di ragazzi di Tölz rispetta nella sua ri-creazione bachiana l'elenco strumentale e vocale che ci è stato trasmesso.
Il Prof. Gerhard Schmidt-Gaden considera anche le esatte condizioni di esecuzione della musica vocale del Rinascimento. L'influenza della polifonia italiana e soprattutto delle creazioni di Andrea Gabrieli nella musica sacra tedesca dei XVII e XVIII secoli si riflette chiaramente nel repertorio del Tölzer Knabenchor: esso comprende sia le messe di Palestrina e madrigali di Monteverdiche tutta la musica vocale sacra di Heinrich Schütz ed opere di Heinrich Ignaz Franz Biber.
La musica del Rinascimento tedesco è per Schmidt-Gaden una passione: insieme alle opere di Schütz interpreta i mottetti d'Orlando di Lasso, Leo Hassler e Hans Hermann Scheidt tenendo conto della strumentazione originale, mediamente con tre cantanti per voce.
Allo stesso modo, le messe di Joseph Haydn e di Wolfgang Amadeus Mozart così come il Requiem di quest'ultimo sperimentano un'esecuzione sonora il più autentica possibile quando le voci di soprano ed alto sono cantate da ragazzi, come fa il Tölzer Knabenchor. Il coro ha interpretato anche più volte e registrato in cd gli oratori di Haydn La Creazione e Le Stagioni.

## Ensemble maschile ZwoZwoEins
Dopo il cambio di voce, i cantanti del coro possono rimanere associati al coro come voci tenori e bassi. Nel 2010, il coro maschile del Tölzer Knabenchor, che si esibisce con il nome di ZwoZwoEins (DueDueUno), è nato da un gruppo di voci maschili che si erano precedentemente esibite a progetto. I tre numeri sono una reminiscenza del capolavoro in otto parti di Bach Singet dem Herrn ein neues Lied, BWV 225, la cui ultima sezione - che inizia alla battuta 221 - fungeva spesso da finale di concerto.
Il repertorio di ZwoZwoEins comprende brani per coro maschile del periodo romantico, moderno e del XXI secolo, come la cantata Rinaldo di Johannes Brahms, il Requiem di Luigi Cherubini, The Martyrs di John Henry Maunders, Vespergesang di Felix Mendelssohn Bartholdy e Eherne Schlange di Carl Loewe.
Dalla sua fondazione fino all'estate 2024, l'ensemble è stato diretto da Clemens Haudum. Da allora, Marco Barbon è responsabile del portfolio musicale dell'ensemble maschile.

## Riconoscimenti
- 1973 Deutscher Schallplattenpreis (disco d'oro tedesco) per: Johann Sebastian Bach, Oratorio di Natale
- 2003 ECHO-Klassik, Diapason d'Or e Choc du Monde de la Musique per: Orlando di Lasso, Bußpsalmen David
- 2007 Diapason d'Or per: Johann Sebastian Bach, Passione secondo Giovanni DVD, con Nikolaus Harnoncourt)

## Discografia
Di seguito vengono indicati alcuni lavori significativi del Tölzer Knabenchor:
 Johann Sebastian Bach 
- più di cento Cantate (Harnoncourt, Leonhardt).
- Oratorio di Natale (Cd con il Collegium Aureum e DVD con Nikolaus Harnoncourt)
- Magnificat (Collegium Aureum)
- 6 Mottetti (Gerhard Schmidt-Gaden)
- Messa in Si minore (Robert King).
- Passione secondo Giovanni (DVD, Nikolaus Harnoncourt).
- Passione secondo Matteo (Gustav Leonhardt).

 Orazio Benevoli 
- Missa Salisburgensis (con l'Escolanía de Montserrat)

 Benjamin Britten 
- War Requiem

 Claude Debussy 
- Pelléas et Mélisande -- Yniold (solista): Walter Gampert (1971); Hans Buchhierl (1974); Gregor Lütje (1982); Elias Mädler (2015).

 Josquin Desprez 
- Mottetti

 Christoph Willibald Gluck 
- Orfeo ed Euridice. Amore (voce bianca solista): Allan Bergius (1982); e Christian Fliegner (1988).

 Georg Friedrich Händel 
- Alcina -- Oberto (solista): Elias Mädler.

 Franz Joseph Haydn 
- Varie Messe

 Michael Haydn 
- Cantata Festiva Applauso

 Gustav Mahler 
- Sinfonia numero 4. Solista: Allan Bergius (1984); Helmut Wittek (1988)
- Sinfonia numero 8

 Claudio Monteverdi 
- „L’incoronazione di Poppea“ -- Amore (solista): Klaus Brettschneider (1979).
- „Il ritorno d’Ulisse“ -- Amore (solista): Klaus Brettschneider (1980).

 Wolfgang Amadeus Mozart 
- Apollo et Hyazinthus -- Melia (solista): Allan Bergius (1983); Christian Fliegner (1990).
- Canoni (questo disco contiene anche mottetti di Mendelssohn).
- Il flauto magico -- Tre genietti (solisti): Walter Gampert, Peter Hinterreiter, Andreas Stein (1972); Josef Kronwitter, Christian Siferlinger, Ulrich Wand (1977); Christian Fliegner, Markus Baur, Christian Günther (1989)
- Varie Messe
- Requiem (con il Collegium Aureum e con Tafelmusik).

 Modest Petrovič Musorgskij 
- Boris Godunov

 Carl Orff 
- Carmina Burana
- Weihnachtsgeschichte

 Giovanni Battista Pergolesi 
- Stabat mater, Salve regina

 Robert Schumann 
- Scene del Fausto di Goethe

 Heinrich Schütz 
- Geistliche Chormusik
- Kleine Geistliche Konzerte

 Johann Strauss 
- Valzer e polche
- Die Fledermaus (Helmut Wittek: soprano solista).

 Richard Wagner 
- Tannhäuser -- Un giovane pastore (solista): Walter Gampert (1972); Klaus Brettschneider (1978)

Nell'ambito della musica tradizionale ha registrato i seguenti album:
- Der Tölzer Knabenchor singt seine größten Erfolge
- Frühling-Sommer-Herbst u. Winter
- Der Tölzer Knabenchor singt seine schönsten Volkslieder
- Lieder der Alpen
- Das Wandern ist des Müllers Lust
- Volkslieder mit Robert Stolz
- Volkslieder mit Herman Prey
- Hoppe Hoppe Reiter – Die schönsten Kinderlieder
- Altbayerische Weihnacht
- Bergweihnacht
- Ihr Kinderlein kommet / ´s Christkind kommt bald